# Lulimala (Serenje)
Lulimala è un ward dello Zambia, parte della Provincia Centrale e del Distretto di Serenje.